# Uraecha gilva
Uraecha gilva là một loài bọ cánh cứng trong họ Cerambycidae.